# Héctor Cúper
Héctor Raúl Cúper (ur. 16 listopada 1955 w Chabás, nieopodal Santa Fe) – argentyński trener piłkarski i piłkarz występujący na pozycji obrońcy.
Jako zawodnik grał w klubach z Buenos Aires - Ferro Carril (1978–1989) i Huracánie (1989–1992), ale bez większych sukcesów. W czasie selekcjonerskiej kadencji Carlosa Bilardo osiem razy wystąpił w reprezentacji Argentyny.
Na początku lat 90. rozpoczął karierę szkoleniową. Od początku pracował w małych klubach, niezaliczających się do faworytów ligi, z którymi następnie udawało mu się osiągać dobre wyniki; tak było na początku jego przygody trenerskiej, kiedy z Huracánem i Club Atlético Lanús zdobył wicemistrzostwo Argentyny (z tym drugim również Copa CONMEBOL), jak również później w lidze hiszpańskiej. Najpierw z Realem Mallorca dotarł do finału Pucharu Zdobywców Pucharów, a następnie dwukrotnie do tego samego szczebla rozgrywek - tyle że Ligi Mistrzów - doprowadził Valencię. Mniej owocna okazała się praca w Interze Mediolan. Wówczas też zaczęto szkoleniowcowi zarzucać nadmierne przywiązanie do schematów i preferowanie defensywnego stylu gry.
Pod koniec czerwca 2007 roku Cúper po ponad rocznej przerwie powrócił do wykonywania zawodu, tym razem w innym klubie spoza czołówki - Realu Betis. Jednak został zwolniony już po czternastu kolejkach nowego sezonu; kiedy odchodził, Betis zajmował przedostatnie miejsce w tabeli. Równie krótkie i nieefektywne okazały się przygody z AC Parma (dziewięć meczów i spadek z Serie A) i reprezentacją Gruzji (brak zwycięstwa w eliminacjach do Mundialu 2010).

## Kariera szkoleniowa
Z niezaliczającymi się do faworytów ligi argentyńskiej Huracanem i Lanúsem zdobył wicemistrzostwo kraju. Z tym drugim klubem wywalczył w 1996 roku Copa CONMEBOL.
W 1997 roku przeszedł do beniaminka hiszpańskiej Primera División Realu Mallorca. Drużynę, w której grali wówczas m.in. Dani, Iván Campo, Juan Carlos Valerón, Lauren i sprowadzony z Lanúsu bramkarz Carlos Roa, doprowadził do piątego miejsca i finału Pucharu Króla, przegranego po rzutach karnych z FC Barceloną. W następnym sezonie klub zajął trzecią (najwyższą w swojej historii) lokatę w lidze oraz - jako debiutant w europejskich rozgrywkach - dotarł do finału ostatniej edycji Pucharu Zdobywców Pucharów. W Birmingham podopieczni Cúpera ulegli 1:2 SS Lazio.
Po tym meczu trener przyjął propozycję z Valencii. W inauguracyjnym sezonie jego pracy, mimo słabego początku (cztery porażki w pierwszych pięciu ligowych spotkaniach), zespół, po zwycięstwach nad m.in. Lazio 5:2 i Barceloną 4:1, doszedł do finału Ligi Mistrzów, w którym przegrał 0:3 z Realem Madryt. W drużynie występowali rodacy szkoleniowca Kily González i Mauricio Pellegrino, Hiszpanie Gerard i Santiago Cañizares oraz przeżywający drugą młodość obrońcy Jocelyn Angloma i Amedeo Carboni. W następnym sezonie, już z Didierem Deschamps'em, Johnem Carew, Vicentem i Rubenem Barają w składzie, Valencia ponownie dotarła do finału Pucharu Mistrzów. I tak jak rok wcześniej przegrała, tym razem po rzutach karnych z Bayernem Monachium. Kibice coraz częściej zarzucali Cúperowi hołdowanie defensywnemu stylowi gry. Po zajęciu tylko piątego miejsca w lidze, trener podał się do dymisji.
Kolejne dwa lata spędził w Interze Mediolan, z którym zdołał jedynie zdobyć wicemistrzostwo Włoch. Niemal przez cały ten czas był krytykowany za apodyktyczność, brak sukcesów na arenie międzynarodowej i zbytnie przywiązanie do gry obronnej. Po konflikcie z nim z klubu odszedł Ronaldo. Po sześciu kolejkach sezonu 2003–2004 Argentyńczyk został zwolniony.
Przez kilkanaście miesięcy odpoczywał w swoim domu w Santa Fe. Pod koniec roku ponownie przyjął propozycję z Mallorki, którą zdołał uratować przed spadkiem z Primera División. Na początku 2006 roku szkoleniowcowi podziękowano za współpracę.
Półtora roku później powrócił do Hiszpanii jako szkoleniowiec Realu Betis. Został zwolniony w grudniu tego samego roku; kiedy odchodził, klub zajmował przedostatnie miejsce w tabeli. Równie krótka (dziewięć kolejek) i nieefektywna (spadek z Serie A) okazała się przygoda z AC Parma.
W sierpniu 2008 roku zastąpił Niemca Klausa Toppmöllera na stanowisku selekcjonera reprezentacji Gruzji. Pod jego kierownictwem Gruzini nie wygrali w eliminacjach do Mundialu 2010 żadnego meczu i ostatecznie zajęli w tabeli ostatnie miejsce, za Bułgarią, Cyprem i Czarnogórą. W listopadzie 2009 roku Cuper został zastąpiony przez Temura Kecbaię.
Kilka dni później ogłoszono, że obejmie stanowisko trenera Arisu Saloniki. 19 stycznia 2011 roku zrezygnował z posady trenera Aris FC. Od 29 czerwca do 29 listopada 2011 był trenerem Racingu Santander. 19 grudnia 2011 podpisał kontrakt z tureckim Ordusporem.
2 marca 2015 został ogłoszony selekcjonerem reprezentacji Egiptu, z którą uczestniczył w Pucharze Narodów Afryki 2017 i Mistrzostwach Świata 2018.

## Sukcesy szkoleniowe
- wicemistrzostwo Argentyny 1994 z Huracanem
- wicemistrzostwo Argentyny 1995 oraz Copa CONMEBOL 1996 z Lanúsem
- finał Pucharu Hiszpanii 1998, III miejsce w lidze w sezonie 1998–1999 oraz finał Pucharu Zdobywców Pucharów 1999 z RCD Mallorcą
- finał Ligi Mistrzów 2000 i 2001 oraz III miejsce w lidze w sezonie 1999-00 z Valencią
- wicemistrzostwo Włoch 2003 z Interem
- finał Pucharu Grecji 2010 z Arisem Saloniki
- II miejsce w Pucharze Narodów Afryki 2017 i udział w Mistrzostwach Świata 2018 z Egiptem